# Quatrième circonscription de Meurthe-et-Moselle
La quatrième circonscription de Meurthe-et-Moselle est l'une des six circonscriptions législatives françaises que compte le département de Meurthe-et-Moselle (54) situé en région Grand Est.

## Description géographique et démographique

### De 1958 à 1986
Le département avait sept circonscriptions.
La quatrième circonscription de Meurthe-et-Moselle était composée de :
- canton d'Arracourt
- canton de Baccarat
- canton de Badonviller
- canton de Bayon
- canton de Blâmont
- canton de Cirey-sur-Vezouze
- canton de Gerbéviller
- canton de Lunéville-Nord
- canton de Lunéville-Sud

Source : Journal Officiel du 14-15 Octobre 1958.

### Depuis 1988
La quatrième circonscription de Meurthe-et-Moselle est délimitée par le découpage électoral de la loi n°86-1197 du 24 novembre 1986, elle regroupe les divisions administratives suivantes (découpage de 1986) : 
- Canton de Baccarat
- Canton de Badonviller
- Canton de Bayon
- Canton de Blâmont
- Canton de Cirey-sur-Vezouze
- Canton de Gerbéviller
- Canton de Lunéville-Nord
- Canton de Lunéville-Sud
- Canton de Saint-Nicolas-de-Port.

D'après le recensement général de la population en 1999, réalisé par l'Institut national de la statistique et des études économiques (INSEE), la population totale de cette circonscription est estimée à 101930 habitants,.

## Historique des députations
| Législature | Début de mandat | Fin de mandat  | Député              | Parti politique | Observations                                                                               |
| ----------- | --------------- | -------------- | ------------------- | --------------- | ------------------------------------------------------------------------------------------ |
| Ire         | 9 décembre 1958 | 9 octobre 1962 | Pierre Dalainzy     | CNIP            | Mandat écourté à la suite d'une dissolution parlementaire décidée par Charles de Gaulle.   |
| IIe         | 6 décembre 1962 | 2 avril 1967   | Pierre Dalainzy     | RI              |                                                                                            |
| IIIe        | 3 avril 1967    | 30 mai 1968    | Jean Bichat         | RI              | Mandat écourté à la suite d'une dissolution parlementaire décidée par Charles de Gaulle.   |
| IVe         | 11 juillet 1968 | 1er avril 1973 | Jean Bichat         | RI-UDR          |                                                                                            |
| Ve          | 2 avril 1973    | 2 avril 1978   | Jean Bichat         | RI-UDR          |                                                                                            |
| VIe         | 3 avril 1978    | 22 mai 1981    | René Haby           | UDF             | Mandat écourté à la suite d'une dissolution parlementaire décidée par François Mitterrand. |
| VIIe        | 2 juillet 1981  | 1er avril 1986 | René Haby           | UDF             |                                                                                            |
| IXe         | 23 juin 1988    | 1er avril 1993 | Daniel Reiner       | PS              |                                                                                            |
| Xe          | 2 avril 1993    | 21 avril 1997  | François Guillaume  | RPR             | Mandat écourté à la suite d'une dissolution parlementaire décidée par Jacques Chirac.      |
| XIe         | 12 juin 1997    | 18 juin 2002   | François Guillaume  | RPR             |                                                                                            |
| XIIe        | 19 juin 2002    | 19 juin 2007   | François Guillaume, | UMP,            |                                                                                            |
| XIIIe       | 20 juin 2007    | 19 juin 2012   | Jacques Lamblin     | UMP             |                                                                                            |
| XIVe        | 20 juin 2012    | 20 juin 2017   | Jacques Lamblin     | UMP             |                                                                                            |
| XVe         | 21 juin 2017    | 21 juin 2022   | Thibault Bazin      | LR              |                                                                                            |
| XVIe        | 22 juin 2022    | 9 juin 2024    | Thibault Bazin      | LR              | Mandat écourté à la suite d'une dissolution parlementaire décidée par Emmanuel Macron.     |
| XVIIe       | 8 juillet 2024  | En cours       | Thibault Bazin      | LR              |                                                                                            |

## Historique des élections

### Élections de 1958
| Candidat       | Candidat             | Parti          | Premier tour | Premier tour | Second tour | Second tour |  |
| Candidat       | Candidat             | Parti          | Voix         | %            | Voix        | %           |  |
| -------------- | -------------------- | -------------- | ------------ | ------------ | ----------- | ----------- |  |
|                | Pierre Dalainzy élu  | Modérés        | 14 329       | 35,94        | 21 137      | 54,4        |  |
|                | Jean Crouzier        | CNIP           | 11 465       | 28,76        | 13 916      | 35,81       |  |
|                | François du Chatelle | UNR            | 7 498        | 18,81        | Retrait     | Retrait     |  |
|                | André Claudel        | PCF            | 4 222        | 10,59        | 3 805       | 9,79        |  |
|                | Léon Antoine         | SFIO           | 2 350        | 5,9          | Retrait     | Retrait     |  |
|                |                      |                |              |              |             |             |  |
| Inscrits       | Inscrits             | Inscrits       | 50 542       | 100,00       | 50 521      | 100,00      |  |
| Abstentions    | Abstentions          | Abstentions    | 9 559        | 18,91        | 10 667      | 21,11       |  |
| Votants        | Votants              | Votants        | 40 983       | 81,09        | 39 854      | 78,89       |  |
| Blancs et nuls | Blancs et nuls       | Blancs et nuls | 1 119        | 2,73         | 996         | 2,5         |  |
| Exprimés       | Exprimés             | Exprimés       | 39 864       | 97,27        | 38 858      | 97,5        |  |

Le suppléant de Pierre Dalainzy était le Docteur Jean Bichat, conseiller général, conseiller municipal de Lunéville.
Pierre Dalainzy siégeait au groupe "Indépendants et Paysans d'Action Sociale".

### Élections de 1962
|                | Pierre Dalainzy sortant réélu | RI             | 23 145 | 65,24  |  |  |  |
|                | Guy de Talhouet               | CNIP           | 5 199  | 14,65  |  |  |  |
|                | André Claudel                 | PCF            | 5 106  | 14,39  |  |  |  |
|                | Léon Antoine                  | SFIO           | 2 027  | 5,71   |  |  |  |
|                |                               |                |        |        |  |  |  |
| Inscrits       | Inscrits                      | Inscrits       | 49 806 | 100,00 |  |  |  |
| Abstentions    | Abstentions                   | Abstentions    | 12 893 | 25,89  |  |  |  |
| Votants        | Votants                       | Votants        | 36 913 | 74,11  |  |  |  |
| Blancs et nuls | Blancs et nuls                | Blancs et nuls | 1 436  | 3,89   |  |  |  |
| Exprimés       | Exprimés                      | Exprimés       | 35 477 | 96,11  |  |  |  |

Le suppléant de Pierre Dalainzy était Jean Bichat, docteur en médecine, conseiller général du canton de Lunéville-Nord, Premier adjoint au maire de Lunéville.

### Élections de 1967
|                | Jean Bichat élu | RI             | 19 977 | 50,56  |  |  |  |
|                | André Claudel   | PCF            | 8 457  | 21,4   |  |  |  |
|                | Paul Delatte    | CD (PDM)       | 5 825  | 14,74  |  |  |  |
|                | Roger Mangin    | FGDS (SFIO)    | 5 253  | 13,29  |  |  |  |
|                |                 |                |        |        |  |  |  |
| Inscrits       | Inscrits        | Inscrits       | 47 069 | 100,00 |  |  |  |
| Abstentions    | Abstentions     | Abstentions    | 6 406  | 13,61  |  |  |  |
| Votants        | Votants         | Votants        | 40 663 | 86,39  |  |  |  |
| Blancs et nuls | Blancs et nuls  | Blancs et nuls | 1 151  | 2,83   |  |  |  |
| Exprimés       | Exprimés        | Exprimés       | 39 512 | 97,17  |  |  |  |

Le suppléant de Jean Bichat était André Morel, vétérinaire.

### Élections de 1968
|                | Jean Bichat sortant réélu | RI (URP)       | 22 591 | 58,07  |  |  |  |
|                | André Claudel             | PCF            | 7 954  | 20,45  |  |  |  |
|                | Pierre Poncet             | CD (PDM)       | 4 590  | 11,8   |  |  |  |
|                | Pierre Grandjean          | FGDS (SFIO)    | 3 767  | 9,68   |  |  |  |
|                |                           |                |        |        |  |  |  |
| Inscrits       | Inscrits                  | Inscrits       | 48 936 | 100,00 |  |  |  |
| Abstentions    | Abstentions               | Abstentions    | 9 037  | 18,47  |  |  |  |
| Votants        | Votants                   | Votants        | 39 899 | 81,53  |  |  |  |
| Blancs et nuls | Blancs et nuls            | Blancs et nuls | 997    | 2,5    |  |  |  |
| Exprimés       | Exprimés                  | Exprimés       | 38 902 | 97,5   |  |  |  |

Le suppléant de Jean Bichat était André Morel.

### Élections de 1973
| Candidat       | Candidat                  | Parti          | Premier tour | Premier tour | Second tour | Second tour |  |
| Candidat       | Candidat                  | Parti          | Voix         | %            | Voix        | %           |  |
| -------------- | ------------------------- | -------------- | ------------ | ------------ | ----------- | ----------- |  |
|                | Jean Bichat sortant réélu | RI (URP)       | 13 959       | 35,84        | 18 210      | 46,54       |  |
|                | André Claudel             | PCF            | 7 941        | 20,39        | 12 803      | 32,72       |  |
|                | Jacques Vallin            | MR             | 6 191        | 15,9         | 8 111       | 20,73       |  |
|                | Jean Lhommée              | PS (UGSD)      | 5 212        | 13,38        | Retrait     | Retrait     |  |
|                | Henri Formell             | Divers droite  | 4 576        | 11,75        |             |             |  |
|                | Robert Canault            | LO             | 1 067        | 2,74         |             |             |  |
|                |                           |                |              |              |             |             |  |
| Inscrits       | Inscrits                  | Inscrits       | 48 947       | 100,00       | 48 930      | 100,00      |  |
| Abstentions    | Abstentions               | Abstentions    | 8 767        | 17,91        | 8 869       | 18,13       |  |
| Votants        | Votants                   | Votants        | 40 180       | 82,09        | 40 061      | 81,87       |  |
| Blancs et nuls | Blancs et nuls            | Blancs et nuls | 1 234        | 3,07         | 937         | 2,34        |  |
| Exprimés       | Exprimés                  | Exprimés       | 38 946       | 96,93        | 39 124      | 97,66       |  |

Le suppléant de Jean Bichat était André Morel.

### Élections de 1978
|                | René Haby élu        | UDF (PR)       | 23 875 | 52,1   |  |  |  |
|                | Jean Lhommée         | PS             | 11 835 | 25,83  |  |  |  |
|                | Jean-Claude Marchal  | PCF            | 7 487  | 16,34  |  |  |  |
|                | Martine Gillet       | LO             | 1 589  | 3,47   |  |  |  |
|                | Jean-Jacques Chappaz | PFN            | 1 039  | 2,27   |  |  |  |
|                |                      |                |        |        |  |  |  |
| Inscrits       | Inscrits             | Inscrits       | 54 927 | 100,00 |  |  |  |
| Abstentions    | Abstentions          | Abstentions    | 7 953  | 14,48  |  |  |  |
| Votants        | Votants              | Votants        | 46 974 | 85,52  |  |  |  |
| Blancs et nuls | Blancs et nuls       | Blancs et nuls | 1 149  | 2,45   |  |  |  |
| Exprimés       | Exprimés             | Exprimés       | 45 825 | 97,55  |  |  |  |

Le suppléant de René Haby était Roger Colin, maire de Magnières.

### Élections de 1981
|                | René Haby sortant réélu | UDF (PR)       | 20 711 | 51,06  |  |  |  |
|                | Gérard Parentin         | PS             | 15 037 | 37,07  |  |  |  |
|                | Jean-Claude Marchal     | PCF            | 3 774  | 9,30   |  |  |  |
|                | Étienne Hodara          | LO             | 1 037  | 2,56   |  |  |  |
|                |                         |                |        |        |  |  |  |
| Inscrits       | Inscrits                | Inscrits       | 56 546 | 100,00 |  |  |  |
| Abstentions    | Abstentions             | Abstentions    | 14 964 | 26,46  |  |  |  |
| Votants        | Votants                 | Votants        | 41 582 | 73,54  |  |  |  |
| Blancs et nuls | Blancs et nuls          | Blancs et nuls | 1 023  | 2,46   |  |  |  |
| Exprimés       | Exprimés                | Exprimés       | 40 559 | 97,54  |  |  |  |

Le suppléant de René Haby était Guy Corbiat, de Lunéville.

### Élections de 1988
| Candidat       | Candidat            | Parti          | Premier tour | Premier tour | Second tour | Second tour |  |
| Candidat       | Candidat            | Parti          | Voix         | %            | Voix        | %           |  |
| -------------- | ------------------- | -------------- | ------------ | ------------ | ----------- | ----------- |  |
|                | François Guillaume  | RPR (URC)      | 20 567       | 42,63        | 25 941      | 49,3        |  |
|                | Daniel Reiner élu   | PS             | 19 373       | 40,16        | 26 679      | 50,7        |  |
|                | Jean-Claude de Sars | FN             | 4 617        | 9,57         |             |             |  |
|                | Jean-Luc Mignon     | PCF            | 3 006        | 6,23         |             |             |  |
|                | Odile Mojon         | POE            | 678          | 1,41         |             |             |  |
|                |                     |                |              |              |             |             |  |
| Inscrits       | Inscrits            | Inscrits       | 74 998       | 100,00       | 74 959      | 100,00      |  |
| Abstentions    | Abstentions         | Abstentions    | 25 465       | 33,95        | 21 080      | 28,12       |  |
| Votants        | Votants             | Votants        | 49 533       | 66,05        | 53 879      | 71,88       |  |
| Blancs et nuls | Blancs et nuls      | Blancs et nuls | 1 292        | 2,61         | 1 259       | 2,34        |  |
| Exprimés       | Exprimés            | Exprimés       | 48 241       | 97,39        | 52 620      | 97,66       |  |

Le suppléant de François Guillaume était Robert Coinsmann, maire adjoint de Lunéville.

### Élections de 1993
| Candidat       | Candidat               | Parti          | Premier tour | Premier tour | Second tour | Second tour |  |
| Candidat       | Candidat               | Parti          | Voix         | %            | Voix        | %           |  |
| -------------- | ---------------------- | -------------- | ------------ | ------------ | ----------- | ----------- |  |
|                | François Guillaume élu | RPR (UPF)      | 14 548       | 30,93        | 23 828      | 52,64       |  |
|                | Daniel Reiner sortant  | PS (ADFP)      | 9 384        | 19,95        | 21 440      | 47,36       |  |
|                | Jean-Claude de Sars    | FN             | 6 830        | 14,52        |             |             |  |
|                | Jean-Pierre Latscha    | diss. UDF      | 4 562        | 9,7          |             |             |  |
|                | Maurice Villaume       | PCF            | 3 729        | 7,93         |             |             |  |
|                | Dominique Marin        | Divers         | 2 845        | 6,05         |             |             |  |
|                | Clément Wittmann       | Les Verts (EÉ) | 2 118        | 4,5          |             |             |  |
|                | Jacques Broschart      | LT-LNÉ         | 1 787        | 3,8          |             |             |  |
|                | Étienne Hodara         | LO             | 1 226        | 2,61         |             |             |  |
|                |                        |                |              |              |             |             |  |
| Inscrits       | Inscrits               | Inscrits       | 75 473       | 100,00       | 75 457      | 100,00      |  |
| Abstentions    | Abstentions            | Abstentions    | 25 398       | 33,65        | 25 344      | 33,59       |  |
| Votants        | Votants                | Votants        | 50 075       | 66,35        | 50 113      | 66,41       |  |
| Blancs et nuls | Blancs et nuls         | Blancs et nuls | 3 046        | 6,08         | 4 845       | 9,67        |  |
| Exprimés       | Exprimés               | Exprimés       | 47 029       | 93,92        | 45 268      | 90,33       |  |

Le suppléant de François Guillaume était Emmanuel Gérard, consultant en organisation, conseiller municipal de Lunéville.

### Élections de 1997
| Candidat       | Candidat                         | Parti          | Premier tour | Premier tour | Second tour | Second tour |  |
| Candidat       | Candidat                         | Parti          | Voix         | %            | Voix        | %           |  |
| -------------- | -------------------------------- | -------------- | ------------ | ------------ | ----------- | ----------- |  |
|                | François Guillaume sortant réélu | RPR            | 13 210       | 28,37        | 23 938      | 50,01       |  |
|                | Michel Closse                    | PS             | 10 753       | 23,1         | 23 929      | 49,99       |  |
|                | Jean-Claude Bardet               | FN             | 8 838        | 18,98        |             |             |  |
|                | Maurice Villaume                 | PCF            | 5 836        | 12,54        |             |             |  |
|                | Geneviève Heilliette             | LO             | 2 370        | 5,09         |             |             |  |
|                | Antoine Ducret                   | Les Verts      | 2 149        | 4,62         |             |             |  |
|                | Michel Claire                    | MÉI            | 1 669        | 3,58         |             |             |  |
|                | Paul Luporsi                     | LDI (MPF)      | 1 387        | 2,98         |             |             |  |
|                | Jean-Loup Gondrexon              | Divers gauche  | 344          | 0,74         |             |             |  |
|                |                                  |                |              |              |             |             |  |
| Inscrits       | Inscrits                         | Inscrits       | 73 648       | 100,00       | 73 637      | 100,00      |  |
| Abstentions    | Abstentions                      | Abstentions    | 24 347       | 33,06        | 21 733      | 29,51       |  |
| Votants        | Votants                          | Votants        | 49 301       | 66,94        | 51 904      | 70,49       |  |
| Blancs et nuls | Blancs et nuls                   | Blancs et nuls | 2 745        | 5,57         | 4 037       | 7,78        |  |
| Exprimés       | Exprimés                         | Exprimés       | 46 556       | 94,43        | 47 867      | 92,22       |  |

L'élection est annulée par le Conseil constitutionnel le 23 Octobre 1997. Il est remarqué, au second tour, sur l'ensemble de la circonscription, qu'il y a un écart de 14 bulletins entre le décompte de l'émargement et les bulletins présents dans les urnes, ce qui provoque l'incertitude du scrutin, Guillaume ne battant son adversaire que de 9 voix.
Le suppléant de François Guillaume était Thierry Pérardel, de Lunéville, collaborateur du Ministre Guy Drut.

### Élections partielles de 1997
| Candidat                                                                                                  | Candidat                         | Parti          | Premier tour | Premier tour | Second tour | Second tour |  |
| Candidat                                                                                                  | Candidat                         | Parti          | Voix         | %            | Voix        | %           |  |
| --- | -------------------------------- | -------------- | ------------ | ------------ | ----------- | ----------- |  |
| | François Guillaume sortant réélu | RPR            | 12 599       | 39,79        | 18 540      | 54,97       |  |
| | Michel Closse                    | PS             | 11 014       | 34,79        | 15 187      | 45,03       |  |
| | Jean-Claude Bardet               | FN             | 5 042        | 15,92        |             |             |  |
| | Geneviève Heilliette             | LO             | 1 743        | 5,51         |             |             |  |
| | Michel Claire                    | MÉI            | 926          | 2,92         |             |             |  |
| | Lionel Langard                   | Sans étiquette | 338          | 1,07         |             |             |  |
| |                                  |                |              |              |             |             |  |
| Inscrits                                                                                                  | Inscrits                         | Inscrits       | 73 400       | 100,00       | 73 398      | 100,00      |  |
| Abstentions                                                                                               | Abstentions                      | Abstentions    | 40 722       | 55,48        | 37 773      | 51,46       |  |
| Votants                                                                                                   | Votants                          | Votants        | 32 678       | 44,52        | 35 625      | 48,54       |  |
| Blancs et nuls                                                                                            | Blancs et nuls                   | Blancs et nuls | 1 016        | 3,11         | 1 898       | 5,33        |  |
| Exprimés                                                                                                  | Exprimés                         | Exprimés       | 31 662       | 96,89        | 33 727      | 94,67       |  |
| Source : Identité des candidats et résultats p. 9 Résultats des élections législatives partielles de 1997 |                                  |                |              |              |             |             |  |

### Élections de 2002
| Candidat       | Candidat                         | Parti          | Premier tour | Premier tour | Second tour | Second tour |  |
| Candidat       | Candidat                         | Parti          | Voix         | %            | Voix        | %           |  |
| -------------- | -------------------------------- | -------------- | ------------ | ------------ | ----------- | ----------- |  |
|                | François Guillaume sortant réélu | UMP            | 13 998       | 31,38        | 21 287      | 52,67       |  |
|                | Laurence Demonet                 | PS             | 9 984        | 22,39        | 19 131      | 47,33       |  |
|                | Bernard Thiry                    | FN             | 6 484        | 14,54        |             |             |  |
|                | Maurice Villaume                 | PCF            | 5 066        | 11,36        |             |             |  |
|                | Thierry Pérardel                 | Divers droite  | 3 701        | 8,3          |             |             |  |
|                | Benoît Tallot                    | UDF            | 2 242        | 5,03         |             |             |  |
|                | Geneviève Heilliette             | LO             | 1 080        | 2,42         |             |             |  |
|                | Michel Claire                    | MÉI            | 623          | 1,4          |             |             |  |
|                | Agnès Goetzmann                  | CPNT           | 532          | 1,19         |             |             |  |
|                | Monique Delong                   | MNR            | 434          | 0,97         |             |             |  |
|                | Jean-Paul Jardel                 | GÉ             | 333          | 0,75         |             |             |  |
|                | Sébastien Nantz                  | CNIP           | 124          | 0,28         |             |             |  |
|                |                                  |                |              |              |             |             |  |
| Inscrits       | Inscrits                         | Inscrits       | 74 877       | 100,00       | 74 859      | 100,00      |  |
| Abstentions    | Abstentions                      | Abstentions    | 29 193       | 38,99        | 32 094      | 42,87       |  |
| Votants        | Votants                          | Votants        | 45 684       | 61,01        | 42 765      | 57,13       |  |
| Blancs et nuls | Blancs et nuls                   | Blancs et nuls | 1 083        | 2,37         | 2 347       | 5,49        |  |
| Exprimés       | Exprimés                         | Exprimés       | 44 601       | 97,63        | 40 418      | 94,51       |  |

Le suppléant de François Guillaume était Jacques Lamblin, maire de Lunéville, conseiller général du canton de Lunéville-Sud, vétérinaire.

### Élections de 2007
| Candidat       | Candidat             | Parti          | Premier tour | Premier tour | Second tour | Second tour |  |
| Candidat       | Candidat             | Parti          | Voix         | %            | Voix        | %           |  |
| -------------- | -------------------- | -------------- | ------------ | ------------ | ----------- | ----------- |  |
|                | Jacques Lamblin élu  | UMP            | 20 131       | 44,94        | 25 291      | 57,85       |  |
|                | Laurence Demonet     | PS             | 7 698        | 17,18        | 18 430      | 42,15       |  |
|                | Luc Binsinger        | UDF–MoDem      | 4 298        | 9,59         |             |             |  |
|                | Maurice Villaume     | PCF            | 3 816        | 8,52         |             |             |  |
|                | Jean-Luc Manoury     | FN             | 2 687        | 6            |             |             |  |
|                | Philippe Fleurentin  | diss. PS       | 2 039        | 4,55         |             |             |  |
|                | Marie-Neige Houchard | Les Verts      | 1 066        | 2,38         |             |             |  |
|                | Isabelle Gérard      | LCR            | 797          | 1,78         |             |             |  |
|                | Véronique Vernoux    | PRG            | 525          | 1,17         |             |             |  |
|                | Geneviève Helliette  | LO             | 481          | 1,07         |             |             |  |
|                | Véronique Muller     | MPF            | 431          | 0,96         |             |             |  |
|                | Christine Berthe     | MÉI            | 416          | 0,93         |             |             |  |
|                | Pascal Holzhammer    | MNR            | 273          | 0,61         |             |             |  |
|                | Jean-Louis Guénégo   | AL             | 119          | 0,27         |             |             |  |
|                | Thomas Cuerq         | Divers         | 23           | 0,05         |             |             |  |
|                |                      |                |              |              |             |             |  |
| Inscrits       | Inscrits             | Inscrits       | 77 958       | 100,00       | 77 951      | 100,00      |  |
| Abstentions    | Abstentions          | Abstentions    | 32 366       | 41,52        | 32 832      | 42,12       |  |
| Votants        | Votants              | Votants        | 45 592       | 58,48        | 45 119      | 57,88       |  |
| Blancs et nuls | Blancs et nuls       | Blancs et nuls | 792          | 1,74         | 1 398       | 3,1         |  |
| Exprimés       | Exprimés             | Exprimés       | 44 800       | 98,26        | 43 721      | 96,9        |  |

### Élections de 2012
| Candidat       | Candidat                      | Parti          | Premier tour | Premier tour | Second tour | Second tour |  |
| Candidat       | Candidat                      | Parti          | Voix         | %            | Voix        | %           |  |
| -------------- | ----------------------------- | -------------- | ------------ | ------------ | ----------- | ----------- |  |
|                | Jacques Lamblin sortant réélu | UMP            | 20 316       | 36,68        | 28 755      | 53,49       |  |
|                | Marie-Neige Houchard          | EÉLV (PS)      | 18 348       | 33,13        | 25 004      | 46,51       |  |
|                | Pascal Bauche                 | RBM (FN)       | 10 453       | 18,87        |             |             |  |
|                | Claude Blaque                 | FG (PG) (PCF)  | 4 067        | 7,34         |             |             |  |
|                | Pascal Kanitzer               | AÉI            | 903          | 1,63         |             |             |  |
|                | Raphaël-Godefroy Biziki       | DLR            | 612          | 1,11         |             |             |  |
|                | Pierre Nordemann              | LO             | 346          | 0,61         |             |             |  |
|                | Fabien Savelli                | NPA            | 336          | 0,61         |             |             |  |
|                |                               |                |              |              |             |             |  |
| Inscrits       | Inscrits                      | Inscrits       | 97 182       | 100,00       | 97 146      | 100,00      |  |
| Abstentions    | Abstentions                   | Abstentions    | 40 928       | 42,11        | 41 583      | 42,8        |  |
| Votants        | Votants                       | Votants        | 56 254       | 57,89        | 55 563      | 57,2        |  |
| Blancs et nuls | Blancs et nuls                | Blancs et nuls | 873          | 1,55         | 1 804       | 3,25        |  |
| Exprimés       | Exprimés                      | Exprimés       | 55 381       | 98,45        | 53 759      | 96,75       |  |

### Élections de 2017
|                                                                                     |                                                                                   |                           |                           |                          |                          |
|                                                                                     |                                                                                   | Premier tour 11 juin 2017 | Premier tour 11 juin 2017 | Second tour 18 juin 2017 | Second tour 18 juin 2017 |
|                                                                                     |                                                                                   |                           |                           |                          |                          |
|                                                                                     |                                                                                   | Nombre                    | % des inscrits            | Nombre                   | % des inscrits           |
| Inscrits                                                                            | Inscrits                                                                          | 97 993                    | 100,00                    | 97 986                   | 100,00                   |
| Abstentions                                                                         | Abstentions                                                                       | 50 029                    | 51,05                     | 56 798                   | 57,97                    |
| Votants                                                                             | Votants                                                                           | 47 964                    | 48,95                     | 41 188                   | 42,03                    |
|                                                                                     |                                                                                   |                           | % des votants             |                          | % des votants            |
| Bulletins blancs                                                                    | Bulletins blancs                                                                  | 794                       | 1,66                      | 3 191                    | 7,75                     |
| Bulletins nuls                                                                      | Bulletins nuls                                                                    | 332                       | 0,69                      | 1 349                    | 3,28                     |
| Suffrages exprimés                                                                  | Suffrages exprimés                                                                | 46 838                    | 97,65                     | 36 648                   | 88,98                    |
|                                                                                     |                                                                                   |                           |                           |                          |                          |
| Étiquette politique                                                                 | Étiquette politique                                                               | Voix                      | % des exprimés            | Voix                     | % des exprimés           |
|                                                                                     |                                                                                   |                           |                           |                          |                          |
|                                                                                     | Philippe Buzzi La République en marche                                            | 14 650                    | 31,28                     | 17 138                   | 46,76                    |
|                                                                                     | Thibault Bazin Les Républicains (Union des démocrates et indépendants)            | 11 547                    | 24,65                     | 19 510                   | 53,24                    |
|                                                                                     | Dominique Bilde Front national                                                    | 9 524                     | 20,33                     |                          |                          |
|                                                                                     | Vincent Guenaire-Doazan La France insoumise                                       | 5 189                     | 11,08                     |                          |                          |
|                                                                                     | Marie-Neige Houchard Europe Écologie Les Verts                                    | 2 459                     | 5,25                      |                          |                          |
|                                                                                     | Michel Noisette Debout la France                                                  | 913                       | 1,95                      |                          |                          |
|                                                                                     | Fabien Niezgoda Écologiste (Confédération pour l'homme, l'animal et la planète)   | 663                       | 1,42                      |                          |                          |
|                                                                                     | Geneviève Heilliette Lutte ouvrière                                               | 468                       | 1,00                      |                          |                          |
|                                                                                     | Vincent Jouanneau-Courville Extrême droite (Union des patriotes - Comités Jeanne) | 467                       | 1,00                      |                          |                          |
|                                                                                     | Bernard Buzelin Parti radical de gauche                                           | 396                       | 0,85                      |                          |                          |
|                                                                                     | Michel Claire Divers (Union populaire républicaine)                               | 340                       | 0,73                      |                          |                          |
|                                                                                     | Éric Parthuisot Divers (Parti pirate)                                             | 222                       | 0,47                      |                          |                          |
| Source : Ministère de l'Intérieur - Quatrième circonscription de Meurthe-et-Moselle |                                                                                   |                           |                           |                          |                          |

### Élections de 2022
|                                                    | |                           |                           |                          |                          |
|                                                    | | Premier tour 12 juin 2022 | Premier tour 12 juin 2022 | Second tour 19 juin 2022 | Second tour 19 juin 2022 |
|                                                    | |                           |                           |                          |                          |
|                                                    | | Nombre                    | % des inscrits            | Nombre                   | % des inscrits           |
| Inscrits                                           | Inscrits                                                                                           | 97 548                    | 100,00                    | 97 544                   | 100,00                   |
| Abstentions                                        | Abstentions                                                                                        | 51 229                    | 52,52                     | 54 721                   | 56,10                    |
| Votants                                            | Votants                                                                                            | 46 319                    | 47,48                     | 42 823                   | 43,90                    |
|                                                    | |                           | % des votants             |                          | % des votants            |
| Bulletins blancs                                   | Bulletins blancs                                                                                   | 569                       | 1,23                      | 2 005                    | 4,68                     |
| Bulletins nuls                                     | Bulletins nuls                                                                                     | 243                       | 0,52                      | 691                      | 1,61                     |
| Suffrages exprimés                                 | Suffrages exprimés                                                                                 | 45 507                    | 98,25                     | 40 127                   | 93,70                    |
|                                                    | |                           |                           |                          |                          |
| Candidat Étiquette politique (partis et alliances) | Candidat Étiquette politique (partis et alliances)                                                 | Voix                      | % des exprimés            | Voix                     | % des exprimés           |
|                                                    | |                           |                           |                          |                          |
|                                                    | Thibault Bazin* Les Républicains                                                                   | 14 239                    | 31,29                     | 24 952                   | 62,18                    |
|                                                    | Dominique Bilde Rassemblement national                                                             | 11 825                    | 25,99                     | 15 175                   | 37,82                    |
|                                                    | Barbara Bertozzi Bievelot Nouvelle Union populaire écologique et sociale Europe Écologie Les Verts | 8 727                     | 19,18                     |                          |                          |
|                                                    | Rachel Thomas Ensemble !                                                                           | 7 170                     | 15,76                     |                          |                          |
|                                                    | Lucy Georges Reconquête                                                                            | 1 329                     | 2,92                      |                          |                          |
|                                                    | Corinne Maillot Parti animaliste                                                                   | 646                       | 1,42                      |                          |                          |
|                                                    | Bertrand Ravailler Union pour la France                                                            | 603                       | 1,33                      |                          |                          |
|                                                    | Geneviève Heilliette Lutte ouvrière                                                                | 451                       | 0,99                      |                          |                          |
|                                                    | Gregory Bihaki POID                                                                                | 401                       | 0,88                      |                          |                          |
|                                                    | Monia Bouguerra Union des démocrates musulmans français                                            | 115                       | 0,25                      |                          |                          |
|                                                    | Rémi Thiriet Divers gauche                                                                         | 1                         | 0,00                      |                          |                          |
| * Député sortant                                   | |                           |                           |                          |                          |

### Élections de 2024
Résultats des élections législatives des 30 juin et 7 juillet 2024 de la 4e circonscription de Meurthe-et-Moselle
| Candidat                 | Candidat                  | Parti et coalition       | Nuance                   | Premier tour | Premier tour | Second tour | Second tour |
| Candidat                 | Candidat                  | Parti et coalition       | Nuance                   | Voix         | %            | Voix        | %           |
| ------------------------ | ------------------------- | ------------------------ | ------------------------ | ------------ | ------------ | ----------- | ----------- |
|                          | Dominique Bilde           | RN                       | RN                       | 27 618       | 43,70        | 30 213      | 47,70       |
|                          | Thibault Bazin            | LR (UDC)                 | LR                       | 20 984       | 33,21        | 33 130      | 52,30       |
|                          | Barbara Bertozzi-Biévelot | LÉ (NFP)                 | UG                       | 13 009       | 20,59        | Retrait     | Retrait     |
|                          | Geneviève Heilliette      | LO                       | EXG                      | 864          | 1,37         |             |             |
|                          | Valérie Cantiget          | REC                      | REC                      | 719          | 1,14         |             |             |
| Votes valides            | Votes valides             | Votes valides            | Votes valides            | 63 194       | 97,51        | 63 343      | 96,33       |
| Votes blancs             | Votes blancs              | Votes blancs             | Votes blancs             | 1 105        | 1,71         | 1 813       | 2,76        |
| Votes nuls               | Votes nuls                | Votes nuls               | Votes nuls               | 506          | 0,78         | 603         | 0,92        |
| Total                    | Total                     | Total                    | Total                    | 64 805       | 100          | 65 759      | 100         |
| Abstention               | Abstention                | Abstention               | Abstention               | 31 625       | 32,80        | 30 660      | 31,80       |
| Inscrits / participation | Inscrits / participation  | Inscrits / participation | Inscrits / participation | 96 430       | 67,20        | 96 419      | 68,20       |

#### Département de Meurthe-et-Moselle
- La fiche de l'INSEE de cette circonscription : « Tableaux et Analyses de la quatrième circonscription de Meurthe-et-Moselle », sur insee.fr, site de l'Institut national de la statistique et des études économiques (consulté le 10 juin 2007) [PDF].

- « Tous les députés du département de Meurthe-et-Moselle depuis 1789 » [archive du 28 septembre 2007], sur assemblee-nationale.fr, site de l'Assemblée nationale française (consulté le 10 juin 2007).

- « Informations contentieuses sur le département de Meurthe-et-Moselle (Élections législatives de 2002) »(Archive.org • Wikiwix • Archive.is • Google • Que faire ?), sur conseil-constitutionnel.fr, site du Conseil constitutionnel (consulté le 13 juin 2007).
- « Législatives 2024 : qui sont les candidats en Meurthe-et-Moselle ? », 20 juin 2024 (consulté le 20 juin 2024).

#### Circonscriptions en France
- « Carte des circonscriptions législatives en France », sur assemblee-nationale.fr, site de l'Assemblée nationale française (consulté le 10 juin 2007)

- « Résultats électoraux officiels en France »(Archive.org • Wikiwix • Archive.is • Google • Que faire ?), sur interieur.gouv.fr, site du ministère de l'Intérieur (France) (consulté le 13 juin 2007)

- Description et Atlas des circonscriptions électorales de France sur http://www.atlaspol.com, Atlaspol, site de cartographie géopolitique, consulté le 13 juin 2007.